# United States Army Network Enterprise Technology Command

Le U.S. Army Network Enterprise Technology Command (NETCOM) est l'un des onze Direct Reporting Units (DRU) de la U.S. Army basé à Fort Huachuca, Arizona.

## Organisation
Le NETCOM est composé éléments suivants:
- Enterprise Plans & Engineering
- Enterprise Services
- Army Global Network Operations and Security Center (A-GNOSC)
- Army Signal Activity - Intelligence and Security Command
- 5th Signal Command
- 7th Signal Command
- 311th Signal Command
- 335th Theater Signal Command
- 1st Signal Brigade
- 11th Signal Brigade
- 21st Signal Brigade
- 35th Signal Brigade
- 160th Signal Brigade
- 516th Signal Brigade